# Hwang Jung-Oh
Hwang Jung-Oh, född den 1 april 1958, är en sydkoreansk judoutövare.
Han tog OS-silver i herrarnas halv lättvikt i samband med de olympiska judotävlingarna 1984 i Los Angeles.